# Ноай, Луи-Антуан де
Луи Антуан де Ноай (фр. Louis Antoine de Noailles; 27 мая 1651, Канталь — 4 мая 1729, Париж) — французский кардинал. Епископ Каора с 17 марта 1679 по 17 марта 1681. Епископ Шалона с 17 марта 1681 по 19 сентября 1695. Архиепископ Парижа и герцог де Сен-Клу с 19 сентября 1695 по 1729. Кардинал-священник с 21 июня 1700, с титулом церкви Санта-Мария-сопра-Минерва с 3 января 1701 по 3 марта 1729. Кардинал-священник с титулом церкви Сан-Систо с 3 марта по 4 мая 1729. 

## Биография

### Ранние годы
Родился в замке Пеньер (Peynières) в Кро-де-Монвер, регион Овернь. Принадлежал к одному из знатнейших французских родов, герцогов де Ноай, был вторым сыном Анна де Ноай, первого герцога де Ноай и Луизы де Буайе, придворной дамы королевы Анны Австрийской.
Поскольку родившийся годом раньше старший сын Анн-Жюль де Ноай был наследником титула и предназначался к военной карьере, второго сына семейство с детства предназначало к карьере церковной. Луи Антуан учился в колледже Плесси Парижского университета, где его одноклассником и другом был Франсуа Фенелон, получил там степень магистра богословия. Продолжил обучение в Сорбонне, получил докторскую степень по теологии 14 марта 1676 года.
8 июня 1675 года рукоположен в священники. Стал аббатом-коммендатором аббатства Обрак около Родеза. 24 февраля 1679 года король Людовик XIV назначил его епископом Каора, 8 мая того же года выбор был утверждён Римом. Епископская хиротония состоялась 18 июня 1679 года, её возглавлял парижский архиепископ Франсуа Арле де Шанваллон.
Уже через год он был переведён на кафедру Шалона. В качестве главы епархии Шалона показал себя хорошим епископом, тщательно управлял делами епархии, передал управление теологической семинарией ордену лазаристов и основал епархиальную предсеминарию.
Участвовал в ассамблеях французского духовенства 1681 и 1682 годов, на последней в числе прочих поддержал «Декларацию галликанского клира», которая считается манифестом галликанства.

### Архиепископ Парижа
6 августа 1695 года скоропостижно скончался архиепископ Парижа Франсуа Арле де Шанваллон, 19 августа король Людовик XIV назначил новым парижским архиепископом де Шанваллона. Рим утвердил его на парижской кафедре 19 сентября того же года.
1 января 1698 года Луи Антуан де Ноай был избран командором Ордена Святого Духа.
На консистории 21 июня 1700 года папа Иннокентий XII возвёл де Ноайя в достоинство кардинала. В конце того же года де Ноай участвовал в конклаве 1700 года, избравшем папу Климента XI. 3 января 1701 года стал кардиналом-священником с титулом Санта-Мария-сопра-Минерва.
На кафедре парижского архиепископа осуществил ряд важных и полезных работ и начинаний — провёл реставрационные работы в Нотр-Дам-де-Пари, в частности, освятил первый камень нового алтаря собора, перестроил за свой счёт архиепископскую резиденцию, в 1696 году основал в Париже предсеминарию, созвал епархиальный синод в 1697 году, учредил еженедельные общественные конференции по вопросам морали. Кроме того, он рукоположил 48 новых епископов, что стало рекордом для парижской архиепархии.
Скончался 4 мая 1729 года в архиепископском дворце Парижа. Похоронен в Нотр-Дам-де-Пари.

## Янсенистские споры
При пребывании на парижской кафедре де Ноайя с новой силой вспыхнули утихнувшие было споры вокруг янсенизма. Хотя де Ноай настаивал, что он не является янсенистом и осуждает пять основных положений учения Янсения, определённые симпатии к янсенистам он испытывал. Ещё во время пребывания на шалонской кафедре он одобрил книгу «Моральные рассуждения по поводу Нового Завета» Паскье Кенеля, который считался лидером янсенистов. После того, как иезуиты, которые были главными противниками янсенистов, обратили внимание папской курии на эту работу, специальная комиссия осудила её в 1708 году. Де Ноай апеллировал к папе Клименту XI, который после тщательного исследования выпустил в 1713 году буллу Unigenitus, в которой осудил 101 положение из «Моральных размышлений».
Де Ноай, однако, медлил, просил у папы новых разъяснений и не спешил официально принимать буллу. Это привело его к жёсткому конфликту с иезуитами, пользуясь полномочиями парижского архиепископа он лишил иезуитов многих прежних привилегий. Отказ принять папскую буллу также настроил против него мадам де Ментенон. Под влиянием своей супруги престарелый Людовик XIV запретил в 1714 году де Ноайю появляться при дворе.
После смерти короля Людовика XIV к власти пришёл равнодушный к религиозным спорам регент Филипп, после чего оппозиция к булле Unigenitus во французском обществе возросла, четыре епископа и 100 докторов богословия из Сорбонны, с кардиналом де Ноайем во главе, подготовили апелляцию к ближайшему Вселенскому собору. В ответ на это Климент XI издал новую буллу «Pastoralis officii», которая отлучила от церкви всех, не подчинявшихся булле «Unigenitus». Церковное сообщество Франции оказалось глубоко расколотым на два лагеря — противников буллы и её сторонников.
По причине отлучения де Ноай пропустил конклавы 1721 и 1724 года. Незадолго до смерти 11 октября 1728 года де Ноай объявил о безоговорочном принятии буллы «Unigenitus», издал приказ, восстанавливающий у иезуитов полномочия, которых он лишил орден 13 лет назад. 8 ноября 1728 года папа Бенедикт XIII объявил кардиналам о снятии отлучения с кардинала де Ноая. Тем не менее многие исследователи до сих пор сомневаются в искренности данного поступка кардинала.

## Оценки деятельности
Оценки деятельности кардинала де Ноайя весьма противоречивы. С одной стороны многие отдают должное его усердной работе на посту архиепископа Парижа, подчёркивается, что в то время, как его политическая деятельность была сомнительна, церковная деятельность на парижской кафедре была «работой хорошего пастыря». С другой, оценки его роли в янсенистских спорах, в основном отрицательные. Подчёркивается, что его позиция способствовала расколу французского духовенства. Католическая энциклопедия определяет характер кардинала, как слабый и неопределённый, а также говорит о том, что «Он носил великое имя и играл важную роль в своё время, но не обладал многими качествами великого епископа».